# ハイテクノロジー・スーサイド
ハイテクノロジー・スーサイドは、日本のハードコアパンクバンド。1989年に恐悪狂人団のthe CRAZY-SKBと、どろえびすのMINATOを中心に結成。1994年メジャーデビュー直前に無期限活動停止したが2006年に復活した。バンド名の由来は、近未来では最先端技術が自ら崩壊していくのではないだろうかというイメージと、最先端技術を駆使した自殺も面白いというMINATOの考えから。

## 概要
結成当初はTHE STALINの影響が強くオリジナリティーが薄かったが、約1年間の活動停止から復活して1991年からメンバーの奇抜な格好、サンプリングの導入、過激なステージングというハイテクのスタイルが確立される。また、ライブでのSEに『木曜スペシャル』の「矢追純一UFOシリーズ」で流れるナレーションを使ったり、宮﨑勤による東京・埼玉連続幼女誘拐殺人事件のニュース番組の音声を使用したり、坂本弁護士殺害事件のニュース報道番組の音声などをライヴのSEとして使用するなどしていた。漫画家やプロレスラーとの共演で話題となる。
インディーズのイメージが強いクレイジーのバンドとしては珍しくメジャーを意識していて、かつては殺害塩化ビニールからのリリースは一切無かったが、2013年にクレイジーSKBの30周年記念『地獄へ堕ちろ!!!!』が発売された。活動停止前はイラクでのレコーディングかPV撮影をさせてくれることをメジャーデビューの条件としていたが、トイズファクトリーからのデビューが決まって間もなく活動停止となった為、トイズが条件を了承したのかは不明。
当時ライブで配布されていた「ハイテク通信」によると、ライヴでは毎回のように楽器を破壊したり、ライブハウスの機材を破損していた為、1993年の機材破損費は100万円以上、ライブハウスやイベンターの好意で支払わなかった金額を足すと1000万くらいだったらしい。

## メンバー
- MEGA←CRAZY→SKB - ボーカル（恐悪狂人団、猛毒、QP-CRAZY、怪奇!!動物アジテーターなど多数）
- MINATO441S.M - ギター（ex.どろえびす、ex.TRANSZOMBIE）
- ツージーQコリンズ - ベース（ex.コケシドール、ex.バラシ、ex.自閉体、ex.パラノイア・スター、ex.どろえびす、ex.奇形児、QP-CRAZY、ツージーズ）
- プロレタリアート本間 - サンプリングダンサー（恐怖新聞、ex.ゴリライモ、ex.QP-CRAZY、殺（KILL）、動力鉄パイプ、奇形児）
- HIROSHI - ドラムス（ex.ANTI FEMINISM、ex.AIDS、恐悪狂人団、CASCADE）

旧メンバー
- YOSHIDA - ドラムス（ex.どろえびす）
- MAKOTO - ドラムス（ex.マージュリッチ）
- 志乃小路パウエル - ドラムス
- ムタ・マサヒロMM - ドラムス（ex.THE MAGNETS、ex.SADS、ROBIN）
- ラビアンヌ・ミサ - ドラムス（ex.MENSU、ex.ハニーフラッシュ、ex.螺子）活動停止後は河名麻衣名義でピンク映画やＶシネマなどに出演。

## 略歴

### 1989年
1989年5月、クレイジーと、MINATOを中心に結成。結成メンバーは他にツージーQ、YOSHIDA、MAKOTOの5人。結成当初はジグジグスパトニックの影響もあってか、当初はツインドラムという変則的なメンバー構成だった。8月に下北沢屋根裏にてデビュー。11月に1stEP『SOLD GOLD CRAZY ACTION』発売。

### 1990年
- 5月 - ソノシート『骨/切り裂きジャップ』発売。
- 7月 - 8cmCD『ヘッドバンギング・エイリアン』発売。
- 8月24日〜8月27日 - 新潟（ワンマン）、富山、長野、名古屋にて初のツアー。ツアー前にMAKOTOが脱退して4人編成となる。
- 9月 - YOSHIDAの脱退によりドラムス不在となり、約1年間活動停止となる。

### 1991年
- 8月1日 - ドラムスに志乃小路パウエルが加入し、三軒茶屋HEAVEN'S DOORにて1年振りのライブを行う。
- 10月29日 - サンプリングダンサーにプロレタリアート本間加入し、新宿Antiknockにてライブ。メンバーの奇抜な格好、サンプリングの導入というハイテクのスタイルが確立される。恒例のクレイジーがドラムにダイブするのはこの日から。
- 11月16日 - 三軒茶屋HEAVEN'S DOORにて根本敬、朝倉世界一、太田螢一、黒色エレジーのキョウコをゲストに「マンガバトル!」を開催。
- 12月 - 「天才・たけしの元気が出るテレビ!!」にクレイジー、MINATO、ツージーが出演。クレイジーの名前が青空球児となっていた。

### 1992年
- 2月15日 - 三軒茶屋HEAVEN'S DOORのライブを最後に志乃小路パウエルが脱退。
- 3月3日 - 1stアルバム『スクリーミング菩薩DJ』発売。
- 5月4日 - 三軒茶屋HEAVEN'S DOORのライブよりドラムスにTHE MAGNETSのムタマサヒロが加入。この時期からステージの機材、メンバーの楽器を壊すパフォーマンスといった過激的なステージングが本格化する。
- 7月31日〜8月7日 - 「公開自殺宣言ツアー'92」を行う。
- 8月25日 - 2ndアルバム『公開自殺宣言』発売。また、通販と会場のみで8cmCD『愛のカニバリズム』発売。
- 10月3日 - 三軒茶屋HEAVEN'S DOORにて「ハイテクノロジー・“ビジュアルショック”スーサイド」としてメンバー全員が白塗りでライブ。
- 11月15日 - 渋谷CLUB QUATTROで行われた「根本敬プレゼンツ・ガロ脱特殊歌謡祭'92」に出演。
- 11月28日 - 三軒茶屋HEAVEN'S DOORにてハイテクノロジー・スーサイドwithミスター・ポーゴとしてライブ。
- 11月 - 11月15日 渋谷CLUB QUATTROで行われたライブの様子がTVK『ファンキートマト』でオンエアーされる。
- 12月31日 - 三軒茶屋HEAVEN'S DOORの年越しライブに出演。

### 1993年
- 2月20日 - 三軒茶屋HEAVEN'S DOORにて2度目の「ハイテクノロジー・“ビジュアルショック”スーサイド」。
- 3月20日 - 三軒茶屋HEAVEN'S DOORにて「ザ・テロリズム'93」をワンマンで行い、入場者全員にハイテクノロジー・スーサイド独占マガジン『自殺のススメ』が配布される。
- 4月11日〜4月18日 - 東名阪のCLUB QUATTROにてツアー行う。これを最後にムタマサヒロが脱退。前年11月渋谷CLUB QUATTROで行われたイベントのビデオ「ひさご」が発売。
- 5月3日 - 三軒茶屋HEAVEN'S DOORにて「デスマッチ2×2バトル」を行いドラムスにMENSUのラビアンヌ・ミサが加入。ゲストに電気グルーヴの石野卓球、ピエール瀧を迎えてハイテクの演奏で2人が『MUD EBIS』を歌った。
- 8月 - 3rdアルバム『ブラックホール・アナルのアナーキスト』発売。
- 8月9日〜8月12日 - 市民とともに東名阪クアトロツアーを行い入場者全員に『ANARCHY IN THE BLACK HOLE TOUR』を配布。
- 8月22日 - 渋谷La.mamaでの「殺害サミット'93〜ファイナル〜」にMINATOとツージーが参加。
- 8月25日 - マキシシングル『死神ゴードン』発売。
- 11月19日 - 新宿LOFTにてマディ上原、友沢ミミヨを迎えて「マンガ・バトル2」を開催。
- 12月 - 「ハイテクノロジー・スーサイド無期限活動停止報告」のフライヤーがファンに郵送され、2月の活動停止ライブが発表された。予定されていた12月31日三軒茶屋HEAVEN'S DOOR（ハイテクがカウントダウンの予定だった）、1月8日川崎CLUB CITTA'のライブはキャンセルとなる。
- 12月30日 - 三軒茶屋HEAVEN'S DOORにて女子プロレスラー、紅夜叉と共演。紅は『骨』、『公開自殺宣言』を完璧にマスターしていてクレイジーとともに歌っていた。また、この日は当初「ジュリアナ・スーサイド」としてメンバー全員ボディコンを着て登場する予定だったが、活動停止が決まった為に取りやめとなった（ツージーだけは実行）。

### 1994年
- 2月5日 - 三軒茶屋HEAVEN'S DOORにて活動停止ライヴを行う。活動停止後、クレイジー、ツージー、プロレタはQP-CRAZYを結成。
- 11月6日 - 一橋大学で行われた「猛毒・変態ギグ AT 一橋大学〜ザ・6時間閉鎖GIG〜」にてお遊び的にハイテクノロジー・スーサイドとして出演。プロレタがギターを担当し、MINATOは不参加。

### 1997年
- 5月5日 - 三軒茶屋HEAVEN'S DOORでの「浣腸大魔神の殺害大手術 VOL.333 殺害プチサミット&プロレスシリーズ第11弾」にて「公開自殺宣言!?」としてQP-CRAZYにありぢごくのスハラケイゾウを加えたメンバーでハイテクの曲を演奏。

### 2005年
- 8月14日 - 渋谷La.mamaでの「殺害サミッポ -2005キチガイ集会-」にて「ハイテクノロジースーサイド発射準備完了!!」のフライヤーが配布され、復活が告知される。
- 12月7日 - ベスト＆ライブアルバム『taste of the Suicidal Hi-Technology』とDVD『公開自殺ドキュメント-1989〜1994-』が同時発売。発売記念に某大手レコード店前でのゲリラライブが計画されていたが、スケジュールの都合で中止になった。

### 2006年
- 1月1日 - 三軒茶屋HEAVEN'S DOORにて12年振りの復活ライブを行い、入場者全員にブラックバンドがプレゼントされた。メンバーはクレイジー、MINATO、ツージー、プロレタ、HIROSHIでラビアンヌ・ミサは演奏前にMCで登場。
- 6月6日 - 9月11日にニューヨーク市にてライブを行うことを公式サイトにて発表。しかし、やらせてもらえる場所が見つからず、後に中止が発表された。

### 2007年
- 6月15日 - 14年振りとなるオリジナル4thアルバム『右脳でブチ殺せ!』とトリビュートアルバム『HAVE A NICE DIE!-ハイテクノロジー・スーサイド：トリビュート-』が同時発売。
- 6月30日 - SHIBUYA-FM「EVERYBODY KNOWS?」にMINATOとHIROSHIが出演。
- 7月18日 - 14年前に出入り禁止となった渋谷CLUB QUATTROにて、CD発売記念ライブを行う。最初に「近未来のハイテクノロジースーサイド」としてメンバー全員が謎の老人（ツージーだけは本人）による演奏（フリだけ）、アンコールで本物のハイテクが演奏という演出だった。

### 2008年
- 4月29日 - 渋谷O-Nestにて蛭子能収や戸川純などをゲストに「ハイテクノロジー・スーサイドpresents“スーサイド・マッハGO!GO!2008”」を開催。当初は前回の未来のハイテクに続いて、異次元のハイテクという設定でライオンなどの猛獣をメンバーに見立ててライブをやろうとしたが、会場側に拒否されてトークイベントになったとのこと。クレイジーがハイテクや恐悪で使用した凶器や衣装など、メンバーそれぞれのグッズ販売もされた。

### 2013年
- 4月19日 - ハイテクの音源としては6年振りとなるオムニバス『地獄へ堕ちろ!!!!』が発売。

## ライブにおける数々の過激パフォーマンス
「公開自殺宣言ツアー'92」2日目の1992年8月1日 広島NAMIKI JUNCTIONではクレイジーが消火器を2本ぶちまけた為、客やスタッフが倒れMINATOは救急車で運ばれ入院となり、ミキサー卓等の機材に1000万以上の損害が出てしまい、何千万もの金額を請求されたが、今後一切広島の敷居をまたがないことを条件に示談で済んだ。同年11月1日 都立商科短期大学でのライブにて、クレイジーは勢い余って教室を飛び出し、金属バットでドアや窓ガラスを次々と破壊したり、ロッカー、傘立てやゴミ箱等をひっくり返すなどをして破壊の限りを尽くした。MINATOはギターを叩き壊した。また、11月3日 駒澤大学では大暴れする常連客の為にダイビング用お立ち台が設置された。同年11月28日 三軒茶屋HEAVEN'S DOORで行われたハイテクノロジー・スーサイドwithミスター・ポーゴは後の猛毒に続くプロレスラーとの共演第1弾。三宅綾を従えたポーゴはドラムやギターを破壊し客席にも乱入。ライブのラストにクレイジーが必ずやっているドラムへのダイビングでは、ポーゴに持ち上げられて頭からぶん投げられ、ドラムがワンタムだった為にバスドラから出ていた余りの棒がクレイジーの脇腹に突き刺さった。また、この日ポーゴはガソリンを持参してきて本番直前までライブで使用するつもりだったが、ヘブンスドア店長ホーリーの説得で事なきを得た。
1993年3月20日 三軒茶屋HEAVEN'S DOORで行われたワンマンライブでのクレイジーの自傷行為は、ステージと客席の間に張り巡らされた有刺鉄線での首吊り、マイクスタンドに取り付けられた無数の釘による額の流血、さらには電気ドリルで自らの体を切り刻もうとしたが、スタッフが慌ててコンセントを引き抜くというもので、また、最前の手すりに松明が取り付けられてライブ中に火が灯された為、前方の客は煙と炎に悩まされた。同年7月4日 三軒茶屋HEAVEN'S DOORのライブで五寸釘をびっしり打ちつけた板がドラムにダイブしたクレイジーの頭上に落下され、さらに翌月の東名阪ツアーでは3カ所全てで有刺鉄線の束が落下された。同年8月12日 渋谷CLUB QUATTROでツージーがドライアイス入りのバケツに放尿。終演後そのままトイレに流して詰まらせてしまい、その為にハイテクはクアトロ出入り禁止となり（現在は解消）、この模様は『公開自殺ドキュメント-1989〜1994-』にも収録されている。1994年2月5日 三軒茶屋HEAVEN'S DOORの活動停止ライブにて客席で炎上したドラムが一部の客に燃え移り「FRIDAY」（94年2月25日号）に炎上するドラムの写真とともに「パンクバンドの最後の火遊び」と紹介された。
2006年1月1日 三軒茶屋HEAVEN'S DOORにて行われた復活ライブで、1993年に行われたワンマンライブの再現となる有刺鉄線が再び張り巡らされ、上部に取り付けられた発炎筒から落ちる火の粉が最前の客やスタッフに降り注いだ。MINATOはヘブンスドア備え付けTVモニターに何度もギターを、クレイジーは店の外へ飛び出し金属バットで看板やシャッターを叩き付け、客席で炎上するドラムをスタッフが消火器で消火して終了となった。このライブの影響で店の復旧には2日を要することとなった。

## 作品

### シングル
|     | リリース  | タイトル                                                   | 規格品番  | 備考 |
| --- | --------- | ---------------------------------------------------------- | --------- | --- |
| 1st | 1989/11   | SOLID GOLD CRAZY ACTION                                    | MAX-4104  | 444円で売った為、レコード店から面倒がられた。『FOOL'S MATE』誌インディーチャート3位。1000枚プレス。                                                                         |
| 2nd | 1990/5    | 骨/切り裂きジャップ                                        | MAX-4106  | 『FOOL'S MATE』誌インディーチャート1位。2000枚プレス。ジャケット画はツージーQ。                                                                                             |
| 3rd | 1990/7    | ヘッドバンギング・エイリアン                               | MAX-4105  | |
|     | 1993/     | PAINT IT BLACK SABBATH/namuamidabutsu                      | SFTRI 223 | 『スクリーミング菩薩DJ』からのシングルカットで、アメリカのインディーレーベルからのリリース。ジャケットの表記ミスで「na-mu-da-bu-tsu」となっている。ジャケット画は太田螢一。 |
| 4th | 1992/8    | 愛のカニバリズム                                           | INT-018   | |
|     | 1993/8/9  | -ELVIS RECORDINGS PRESENTS- ANARCHY IN THE BLACK HOLE TOUR | ER0005    | 93年の東名阪クアトロツアーで入場者全員に配布された「市民」とのスプリット盤。ハイテク収録曲は『スーサイド・マッハ GO!GO!（LIVE VERSION）』                                   |
| 5th | 1993/8/25 | 死神ゴードン                                               | GO-19992  | |

### アルバム
|     | リリース  | タイトル                             | レーベル           | 規格品番  |
| --- | --------- | ------------------------------------ | ------------------ | --------- |
| 1st | 1992/3/3  | スクリーミング菩薩D.J.               | SKIN POP RECORDS   | SPCD-06   |
| 2nd | 1992/8/25 | 公開自殺宣言                         | SKIN POP RECORDS   | SPCD-07   |
| 3rd | 1993/7/25 | ブラックホール・アナルのアナーキスト | ゴーモン・オフィス | GO-19991  |
| 4th | 2007/6/15 | 右脳でブチ殺せ!                      | P-Vine Records     | PCD-20007 |

### ベスト＆ライブアルバム
- taste of the Suicidal Hi-Technology（2005年12月 いぬん堂）

### 参加作品
- 地獄へ堕ちろ!!!!（2013年4月19日 殺害塩化ビニール）

クレイジーSKBの30周年企画アルバムで、現在進行形6バンドによる新録でのオムニバス。ハイテク収録曲は『骨』、『デッド・ムーン・ライジング』、『スーサイド・マッハ GO! GO!』の3曲。

### トリビュートアルバム
- HAVE A NICE DIE!-ハイテクノロジー・スーサイド：トリビュート-（2007年6月 P-VINE Records）

参加アーティストは蛭子能収、大槻ケンヂ、ビル+戸川純、ATTACK HAUS、犬神サーカス団、みうらじゅん、THE DIGITAL CITY JUNKIES、スハラケイゾウ＋ノイズわかめ、大正九年、スラングブギー、山本精一、毒医患、コバルト、四日市ぜんそく、nhhmbase、ED WOODS、GREEN MILK FROM THE PLANET ORANGE、ロリータ18号、ブラジルUFO、オナニーマシーン。ジャケット画は蛭子能収。

### ビデオ
- CRY FROM THE UNDERGROUND（1990年 OFFICE CRY）

V.A.ビデオ
- ガロビデオ第3弾 ひさご（1993年4月 青林堂）

1992年11月15日 渋谷CLUB QUATTROで行われたライブを収録。
- ガロビデオVol.5 皮西杏 幻の大本営（1993年 青林堂）

V.A.ビデオ

### DVD
- 公開自殺ドキュメント-1989〜1994-（2005年12月 ヘブンスドアカンパニー）

活動停止後に発売予定だったビデオが11年遅れでDVDとしてようやくリリース。

## 書籍
- 自殺のススメ（1993年3月20日 幸福自殺社）

1993年3月20日 三軒茶屋 HEAVEN'S DOORでのワンマンライブで配布された小冊子。内容は毎回ライブで配布されていた「ハイテク通信」の再録、ミスター・ポーゴ、福居ショウジン、野村義男とのトークバトル、朝倉世界一、上原摩泥、蛭子能収、友沢ミミヨ、根本敬、ツージーQのマンガなど。表紙画は日野日出志。